# Heinz Rein
 (août 2025).
Motif : absence de sources secondaires centrées distantes de deux ans
- Archive Wikiwix
- Bing
- Cairn
- DuckDuckGo
- E. Universalis
- Gallica
- Google
- G. Books
- G. News
- G. Scholar
- Persée
- Qwant
- (zh) Baidu
- (ru) Yandex
- (wd) trouver des œuvres sur Wikidata

| 1. | Préciser le motif de la pose du bandeau. | Précisez le motif de la pose du bandeau en utilisant la syntaxe suivante : {{admissibilité à vérifier\|date=août 2025\|motif=remplacez ce texte par le motif}}                  |
| 2. | Informer les utilisateurs concernés.     | Pensez à avertir le créateur de l'article, par exemple, en insérant le code ci-dessous sur sa page de discussion : {{subst:avertissement admissibilité à vérifier\|Heinz Rein}} |

Pour les articles homonymes, voir Rein.
 (décembre 2018).
Si vous disposez d'ouvrages ou d'articles de référence ou si vous connaissez des sites web de qualité traitant du thème abordé ici, merci de compléter l'article en donnant les références utiles à sa vérifiabilité et en les liant à la section « Notes et références ».
Heinz Rein, né le 9 mars 1906 à Berlin et mort le 16 janvier 1991 à Baden-Baden, est un écrivain allemand principalement connu pour son roman Berlin finale (Finale Berlin), paru en 1947.

## Biographie
Après des études d'économie et un apprentissage dans une institution bancaire, Heinz Rein travaille, dans les années 1920, comme employé de banque. Plus tard, il devient également journaliste sportif. 
En 1935, cet auteur politiquement engagé à gauche, censuré par le régime nazi dès 1934, se retrouve au chômage.
Durant la Seconde Guerre mondiale, Rein est condamné au travail forcé.
Après la guerre, il devient célèbre avec la parution de son roman Berlin finale (Finale Berlin), publié en 1947. Il siège plusieurs années au Conseil consultatif de la culture pour l'édition de l'Administration allemande de l'éducation, mais ses livres deviennent la cible de Johannes Robert Becher, qui amorce une campagne contre la nouvelle littérature dans les journaux de la RDA, et sont interdits de vente. En 1950, l'auteur fuit la RDA pour se réfugier à Baden-Baden, où il vit jusqu'à sa mort en 1991.

## Œuvre
- Berlin 1932 (1946)
- Finale Berlin (1947) Publié en français sous le titre Berlin finale, traduit par Brice Germain, avec une postface de Fritz J. Raddatz, Paris, Belfond, coll. « Vintage » no 33, 2018  (ISBN 978-2-7144-7143-7)
- Mädchen auf der Brücke (1948)
- Die neue Literatur. Versuch eines ersten Querschnitts (1950)
- In einer Winternacht (1952)
- Nur ein Vogelnest (1964)
- Die Freundschaft mit Hamilton (1975)
- Die bittere Frucht (1984)
- Signorina Rita wird ausgeliehen (1988)
- Zwei Trümpfe in der Hinterhand (1988)
- Ohne Rücksicht auf Verluste (1988)
- Die Sintflut hat sich nicht verlaufen (1988)
- Der Sommer mit Veronika (1988)
- Keine Corrida mehr (1989)
- Wer einmal in den Fettnapf trat (1989)
- Ein Anti-Knigge (1991)